# Nevill Coghill
Nevill Josiah Aylmer Coghill (Dumcondra, 25 gennaio 1852 – Isandlwana, 22 gennaio 1879) è stato un militare britannico, che durante la guerra anglo-zulu del 1879 prese parte alla battaglia di Isandlwana dove fu decorato con la Victoria Cross alla memoria.

## Biografia
Nacque a Belvedere House, a Drumcondra, il 25 gennaio 1852, figlio maggiore di Sir John Joscelyn Coghill (1826–1905), 4° Baronetto, Giudice di pace, Deputy Lieutenant, di Drumcondra, Contea di Dublino e di sua moglie, Katherine Frances Plunket. Tra l'estate del 1865 e il natale del 1869 frequentò l'Haileybury and Imperial Service College di Hartford. Il 13 maggio 1871 si arruolò come ufficiale nella Milizia della Contea di Dublino, acquistando poi il brevetto di alfiere del 24º Reggimento fanteria del British Army il 26 febbraio 1873. Assegnato al 1º Battaglione, di stanza presso il deposito di Warley, vicino a Birmingham, il 20 aprile, frequentò poi il corso di ufficiale di stato maggiore presso la Reale accademia militare di Sandhurst (2 febbraio-2 marzo 1874) non seguendo il suo battaglione quando fu trasferito a Gibilterra il 22 maggio 1874. Nel giugno 1875 frequentò il corso di istruttore, venendo promosso tenente il 13 agosto successivo.  Imbarcatosi sul piroscafo SS European, raggiunse il suo battaglione nella Colonia del Capo (Sudafrica), sbarcando a Città del Capo il 13 febbraio 1876. Nell'agosto dello stesso anno fu nominato aiutante di campo del generale Arthur Cunynghame, accompagnandolo in un giro di ispezione alla guarnigioni terminato nel mese di dicembre. Prestò servizio sotto Cunynghame nella nona guerra di frontiera, e quando nel marzo 1878 quest'ultimo fu sostituito da Lord Chelmsford, egli ritornò in Patria per un breve periodo. Imbarcatosi sulla SS Tyne sbarcò a Cape Town il 12 settembre 1878, arrivando poi al deposito ausiliario dell'esercito di Pietermaritzburg.
Dopo lo scoppio della guerra anglo-zulu seguì il suo reparto, il 1º Battaglione del 24º Reggimento fanteria, che faceva parte della colonna n.2 agli ordini diretti del colonnello Richard Thomas Glyn, forte di 4.709 uomini, comprendente anche il Quartiere generale del comandante in capo Lord Chelmsford. All'epoca ricopriva il ruolo di ufficiale di ordinanza del colonnello Glyn, il quale lo stimava moltissimo e lo considerava il figlio che non aveva mai avuto. Partecipò all'attacco al kraal nemico di Sirayo, sul Sobanthu River, il 12 gennaio 1879.

### Isandlwana

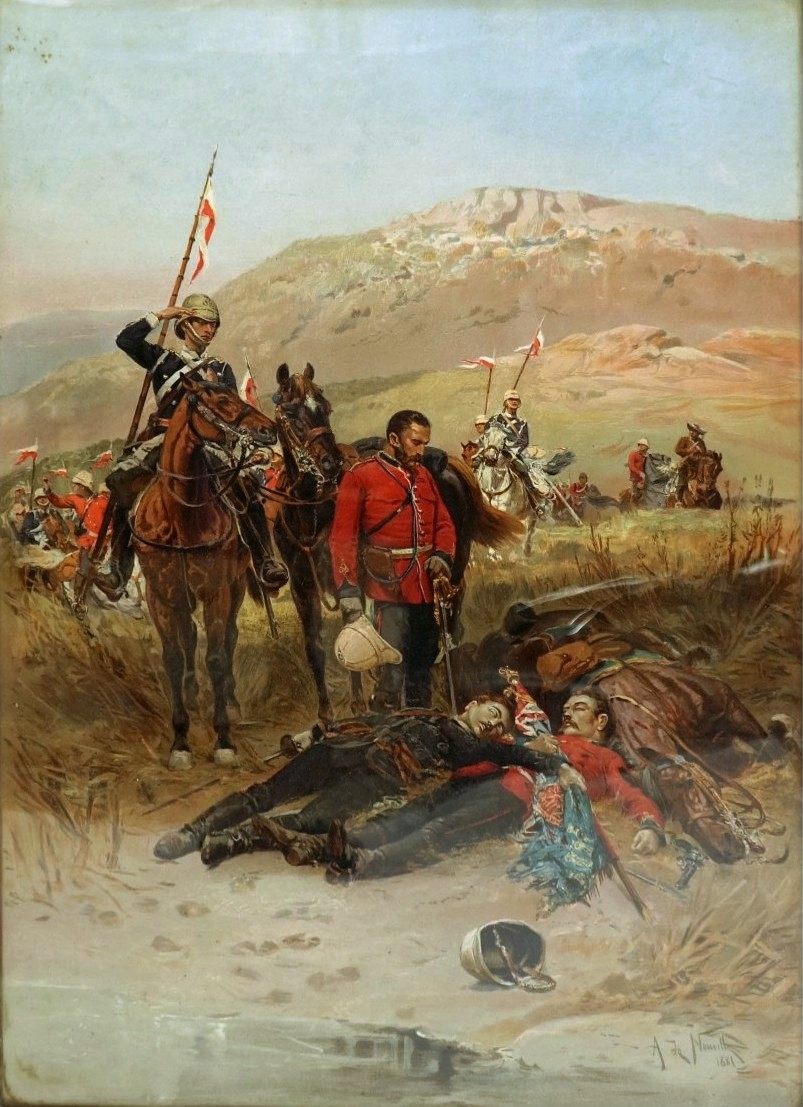
"The Last Sleep of the Brave" i corpi dei tenenti Coghill e Melvill scoperti sulla riva del fiume Buffalo dagli uomini del 17° Lancieri "Duke of Cambridge's Own" (una cromolitografia di Alphonse-Marie-Adolphe de Neuville del 1881).

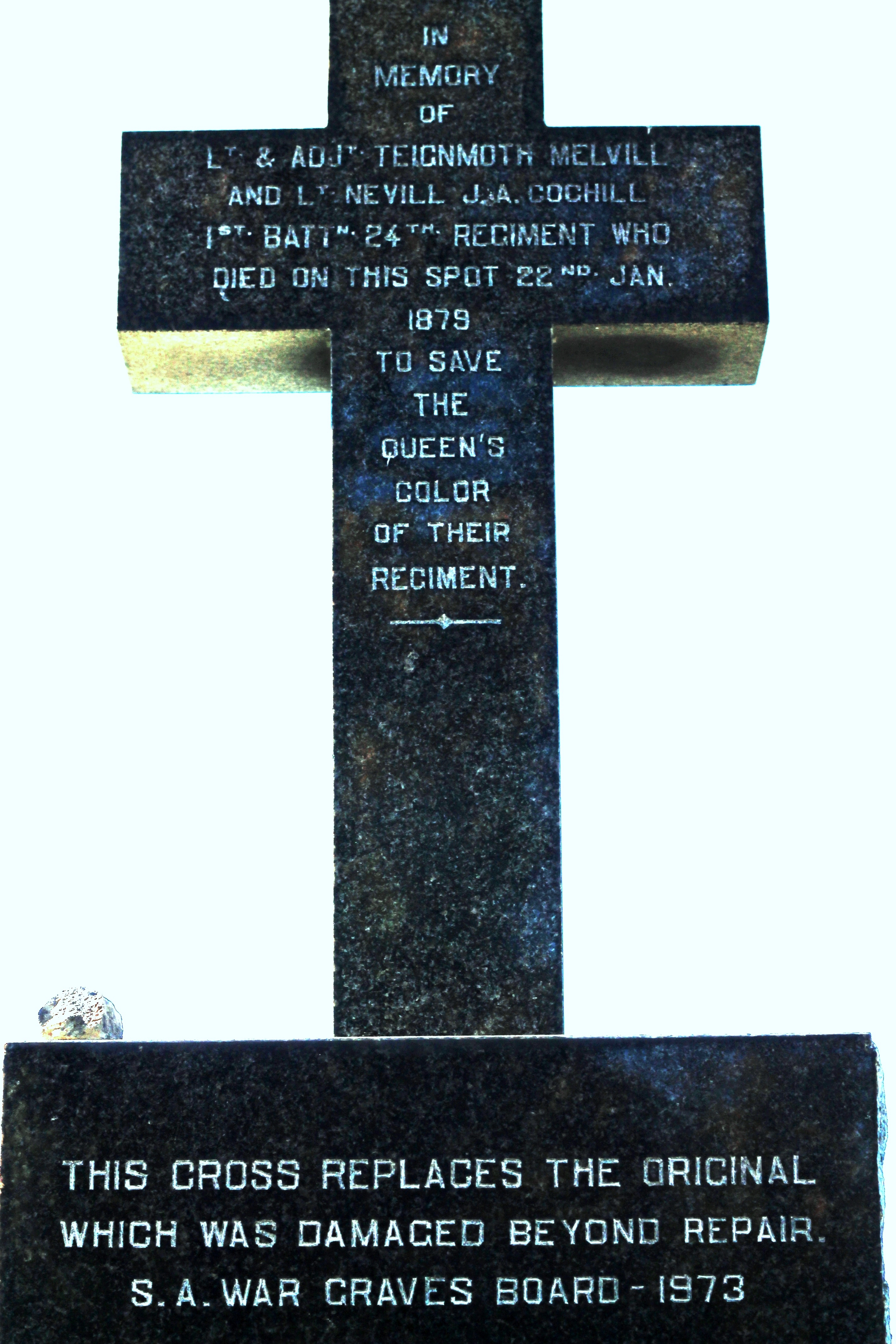
Croce commemorativa dei tenenti Coghill e Melvill eretta nel luogo dove avvenne il loro ultimo combattimento, in seguito noto come Fugitives Drift's.

Quando la mattina dal 22 gennaio il tenente colonnello Henry Burmester Pulleine assunse il comando del campo di Isandlwana, disponeva di sei compagnie del I Battaglione del 24º Reggimento, una sezione d'artiglieria con 70 uomini, e un reparto di nativi che comprendeva anche i 118 cavalleggeri dei "Natal Carabineers" e "Natal Police". Alle 10:00 Pulleine venne raggiunto dal colonnello Anthony William Durnford con i cavalleggeri del "Natal Native Horse", le compagnie D e E del I battaglione del "Natal Native Contingent" e la batteria di lanciarazzi del maggiore Broadfoot Russell. Una volta arrivato Durnford si consultò con il collega, che gli chiese di assumere il comando perché più anziano, cosa che rifiutò. Inoltre i due ufficiali non vollero ascoltare i consigli di Paul Kruger, un boero, che suggeriva di adottare un cerchio di carri (laager) difensivo, e Durnford, ritenendo che gli zulù volessero colpire alle spalle la colonna di Chelmsford, uscì poi in ricognizione con parte delle forze. Alle 11:30 il tenente Raw avvistò l'armata degli zulu diretta, secondo la strategia elaborata da Cetshwayo, contro le linee di comunicazioni inglesi al comando del settantenne inKosi Ntshingwayo kaMahole Khozab, coadiuvato dall'inKosi Mavumengwana kaNdlela. Forte di 22.000 guerrieri, essa era composta dalle Izimpi uNODWENGU (3.500 uomini al comando del principe Mavumengwana kaNdlela) e uNDI (3.400 uomini al comando del principe Dabulamazi kaMpande), e dai sei Amabutho (reggimenti autonomi) KHANDEMPEMVU, uMBONAMBI, uDLOKO, iNGOBAMAKHOSI, uVE, uNOKHONKHE (15.000 guerrieri complessivi). Ntshingwayo kaMahole Khozab distaccò la Izimpi uNDI, al comando dell'inKosi Dabulamazi kaMpande, con un reggimento di rinforzo, contro il deposito di Rorke's Drift, e con il corpo principale di diresse contro la posizione di Isandlwana. Dopo aver attraversato velocemente la valle del Ngwebeni, l'armata di Ntshingwayo kaMahole Khozab dilagò nella piana di Nquthu dove fu avvistata dagli inglesi. Il tenente Raw ritenne, erroneamente, che si trattasse di un reggimento nemico e ne informò immediatamente Durnford, che 15 minuti dopo si diresse contro di esso, scoprendo così di avere di fronte l'armata principale avversaria. Invece di ritirarsi e raggiungere il campo base, schierò i suoi uomini in linea di fronte per impegnare combattimento, e inviò messaggi a Pulleine informandolo del fatto. Trovandosi a due chilometri di distanza dal campo principale costrinse Pulleine ad allungare le già scarse linee dei fucilieri, rendendo anche difficoltoso l'approvvigionamento delle munizioni. La batteria di razzi del maggiore Broadfoot fu subito travolta, e poco dopo Dumford perse il controllo della battaglia, ordinando ai suoi uomini oramai a corto di munizioni di ripiegare verso il campo principale, dove già gli zulu stavano dilagando dopo aver rotto le linee inglesi. A quel punto il contingente di nativi si diede alla fuga, aprendo nuove falle nell'esiguo schieramento inglese. Pulleine ordinò quindi al suo aiutante, il tenente Teignmouth Melvill, coadiuvato dal parigrado Nevill Coghill, di "salvare i colori", portando in salvo la bandiera della Regina del 24º Reggimento. Tuttavia l'impresa non riuscì, e i due ufficiali, inseguiti dagli zulu, combatterono fino all'ultimo ma vennero uccisi sulla riva sud del fiume Mzinyathi, dove poi furono rinvenuti i loro corpi. La bandiera sfuggì alla cattura e fu ritrovata dieci giorni dopo sulle rive del fiume.
Successivamente per onorarne il coraggio, nel 1907 la Regina Vittoria insignì entrambi gli ufficiali della Victoria Cross, massima onorificenza militare inglese. La sua medaglia si trova esposta presso il Regimental Museum of The Royal Welsh in Brecon, Powys, Galles.
Nel film del 1979 Zulu Dawn diretto da Douglas Hickox il suo personaggio è stato portato sullo schermo dall'attore Christopher Cazenove.

### Annotazioni
1. ↑  Si trattava del 1° (tenente Charles Raw) e 3º Squadrone (tenente R. Wyatt) "Sikhali", al 1º Battaglione del "Natal Continget Horse" (capitano C. Nourse) e alla batteria di lanciarazzi del maggiore Russell.
2. ↑  Testimone dell'ultimo combattimento fu il tenente Walter Higginson, che mentre stava anche lui fuggendo assistette al combattimento finale. Egli riferì che il tenente Coghill (nonostante un ginocchio ferito) era andato in soccorso del suo collega ufficiale, che aveva perso il cavallo ed era in stato grave pericolo. Sebbene il cavallo di Coghill fosse stato colpito da un guerriero Zulu, il valoroso soldato nuotò nel fiume in piena per salvare Melvill. Appena arrivati a riva i due ufficiali britannici furono raggiunti dai guerrieri zulu, ed uccisi.

### Fonti
1. 1 2  Laband 2009, p. 45.
2. 1 2 3 4  Bancroft 2018, p. 19.
3. 1 2 3  Bancroft 2018, p. 20.
4. ↑  Da Frè 2004, p. 89.
5. 1 2 3 4 5  Da Frè 2004, p. 91.
6. ↑  Laband 2009, p. 136.
7. 1 2 3 4 5 6 7 8  Da Frè 2004, p. 92.
8. ↑  Laband 2009, p. 122.
9. ↑  Laband 2009, p. 123.
10. ↑  Laband 2009, p. 125.
11. ↑  Laband 2009, p. 126.
12. ↑  (EN) The London Gazette (PDF), n. 27986, 15 January 1907.
13. ↑  (EN) The London Gazette (PDF), n. 24717, 2 May 1879.
14. ↑   Anthony Hayward, Christopher Cazenove obituary, su The Guardian, theguardian.com, 8 aprile 2010. URL consultato il 22 luglio 2015.
«He was....the Zulu War hero Lieutenant Coghill in Zulu Dawn (1979)»